# レドンホール・マーケット

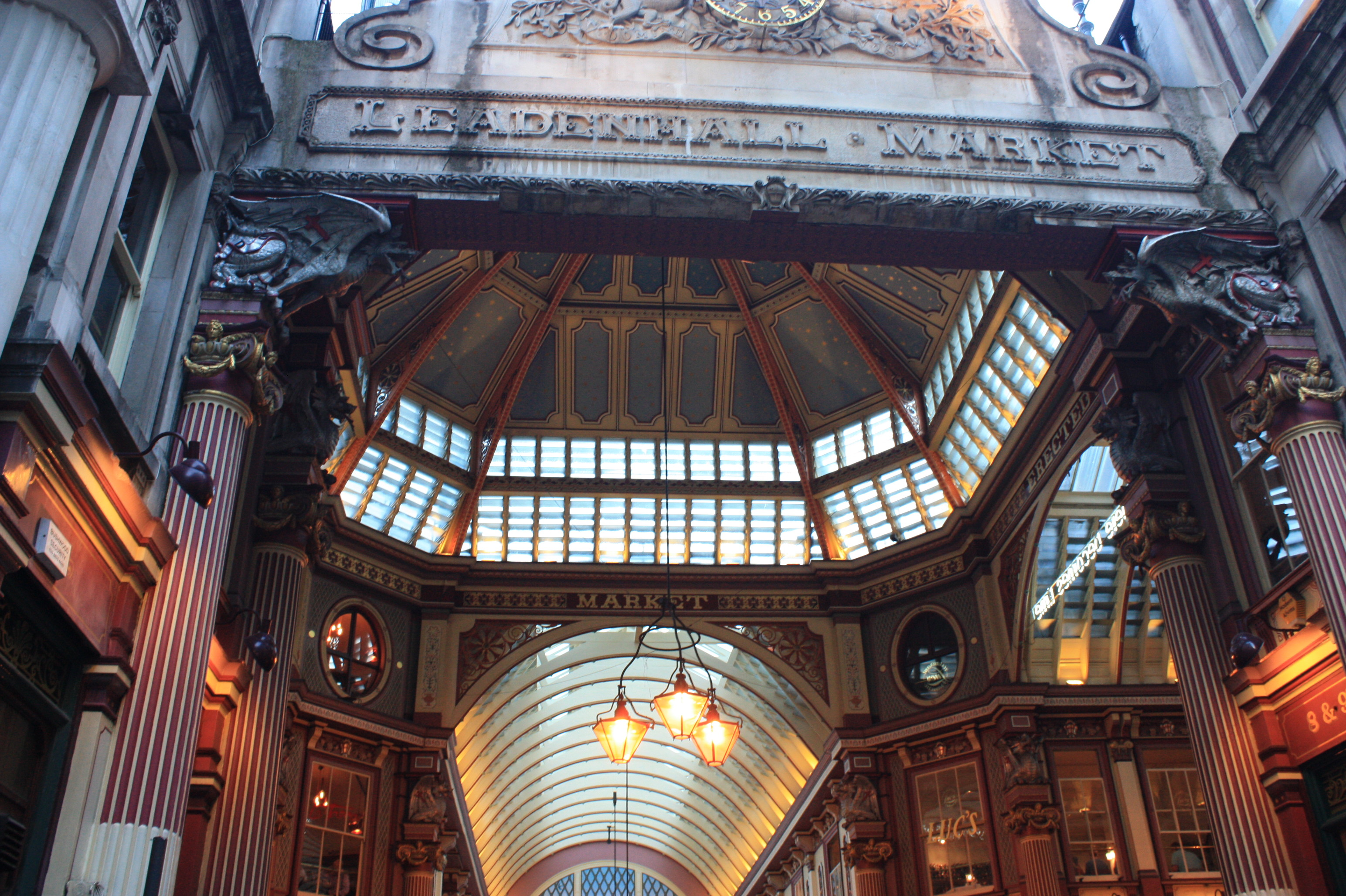
レドンホール・マーケットの玄関アーチ

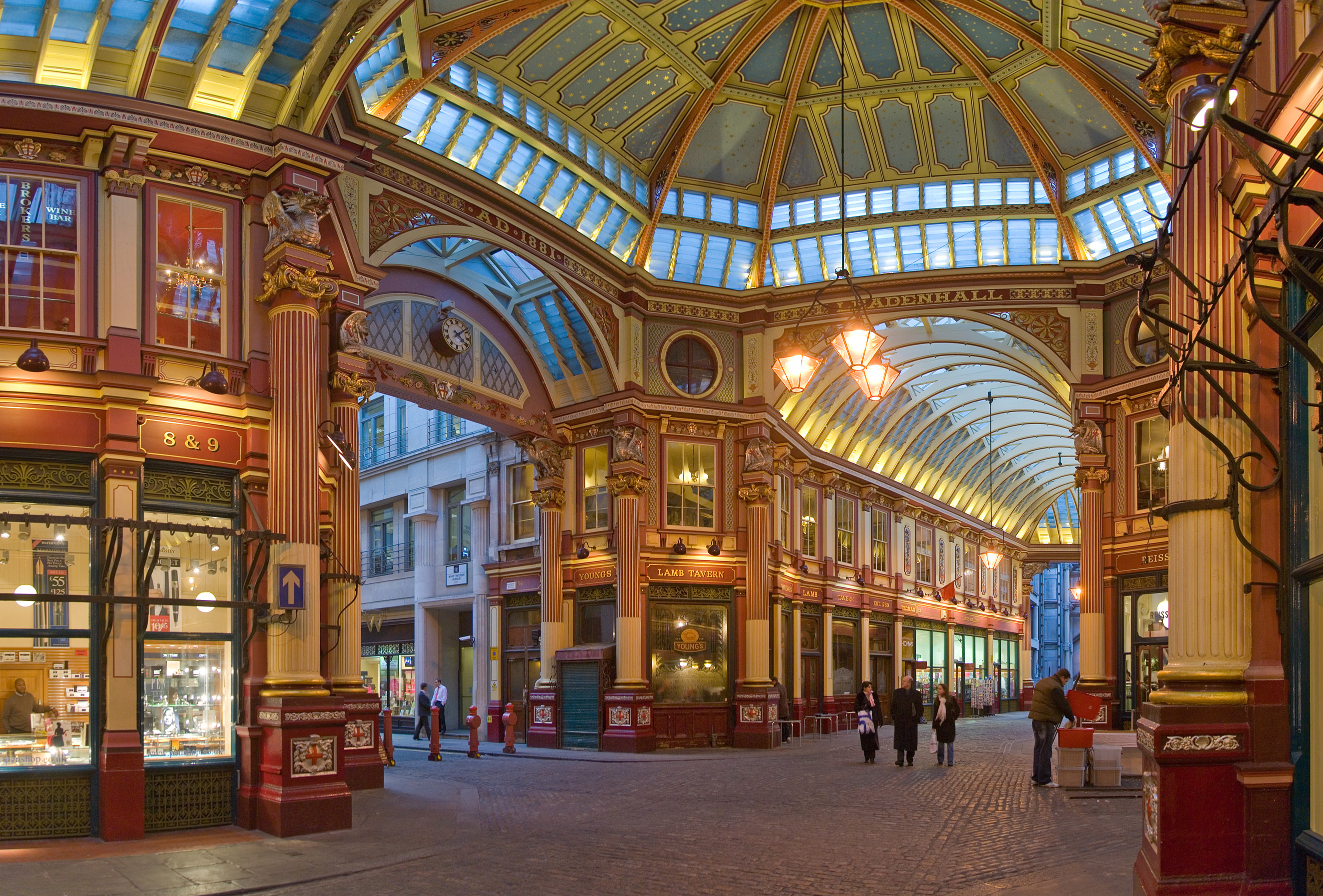
市場内部の装飾

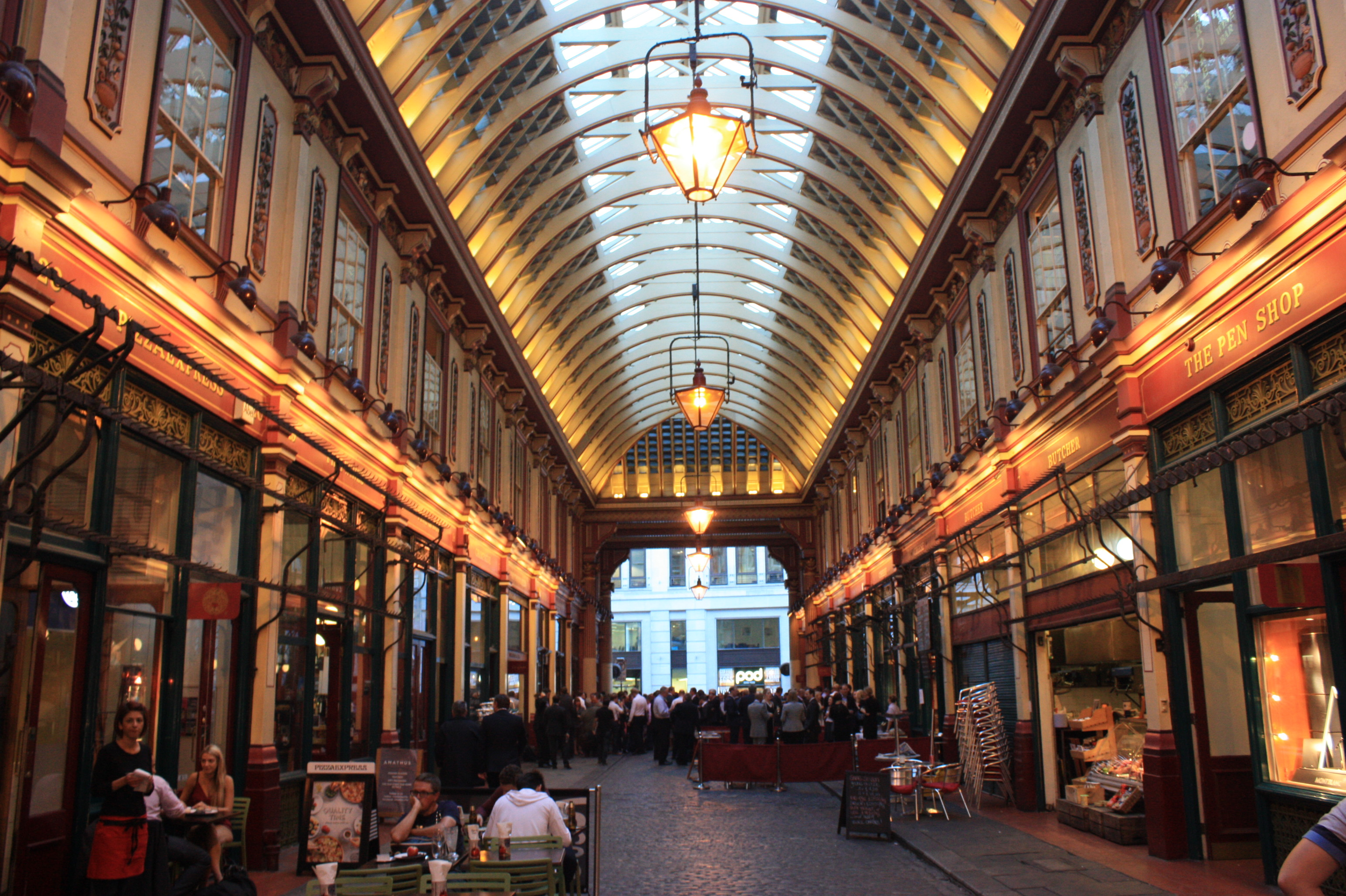
レドンホール・マーケットの東側アーケード

レドンホール・マーケット（英語: Leadenhall Market）は、イギリス・ロンドンのグレイスチャーチ・ストリートにある屋内型の市場。北側のウィッティントン・アヴェニューや、南側と東側のライム・ストリートから車を乗り付けることも可能で、その他ほかにも多数の狭い歩道経由でアクセスすることができる位置にある。
レドンホール・マーケットはロンドンで最も古い市場のひとつであり、14世紀に遡る歴史をもち、シティ・オブ・ロンドンの歴史的中心に位置している。

## 歴史
レドンホール・マーケットは、14世紀に遡る歴史をもっている。通常は平日の午前7時から夜遅くまで店が開き、おもに生鮮食品が販売されているが、チーズ屋、精肉店、花屋なども店を構えている。もともとは肉類、狩猟肉、家禽の市場でローマ時代のロンドン（ロンディニウム）の中心に立地している。市場内には多数の小売店が店を構えており、衣類や文具などを扱う店もある。
現在の、緑色、栗色、クリーム色に塗られた装飾の施された天蓋や、装飾が敷き詰められた床は、ビリングスゲート魚市場やスミスフィールドの市場も設計したホレス・ジョーンズが1881年にデザインしたものであり、レドンホール・マーケットが観光地となる由縁になっている。
市場の正面玄関は、グレイスチャーチ・ストリートに面している。2階分の高さがある入口は、高くて狭い赤煉瓦とポートランド石の破風がある、17世紀オランダの様式で造られている。南側に続く建物には、小売店が並び、その合間に市場へ続く狭い入口がいくつも設けられている。
1990年から1991年にかけて、市場は劇的な再装飾を施す改修を行なって姿を変え、建築物としての特徴や細部の価値を高めた。この改修計画は、1994年のシビック・トラスト賞において、特に言及された。市場の建物は、1972年にイギリス指定建造物の2級に指定されている。
映画『ハリー・ポッターと賢者の石』では、パブ「漏れ鍋」とダイアゴン横丁近くのロンドンの風景としてこの市場が使われた。ほかにも、『Dr.パルナサスの鏡』、『ヒア アフター』、『ブラニガン』、『Love Aaj Kal』などの撮影に使われている。また、1991年のイレイジャーの曲『Love to Hate You』のミュージック・ビデオにも使われた。
2012年のロンドンオリンピックでは、マラソン競技のコースの一部に組み込まれ、ランナーたちはウィッティントン・アヴェニューからライム・ストリートへと市場の中を駆け抜けた。

## ギャラリー

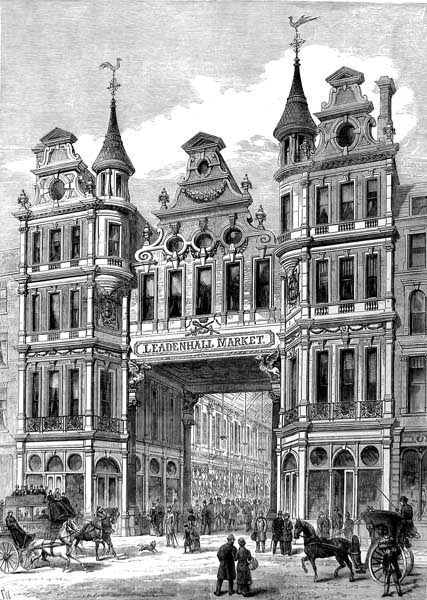
1881年の『イラストレイテド・ロンドン・ニュース』に描かれた市場の正面玄関
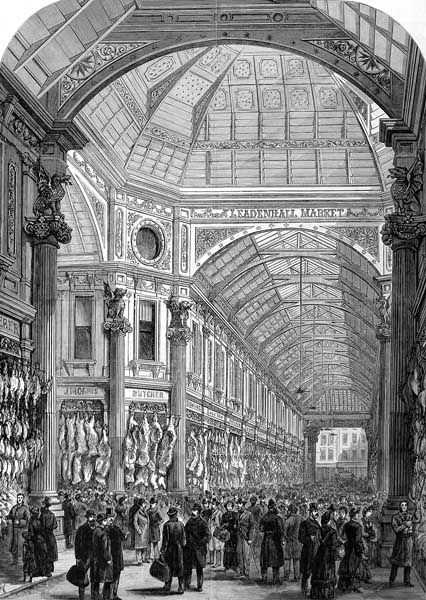
1881年の『イラストレイテド・ロンドン・ニュース』に描かれた市場の内部
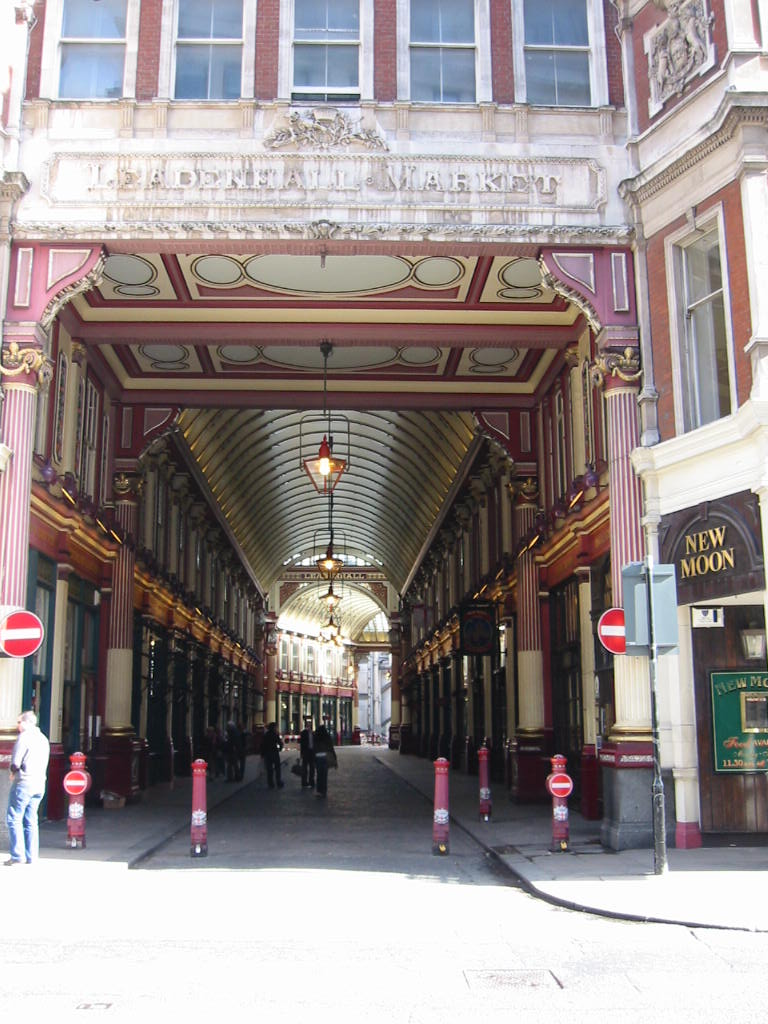
グレイスチャーチ・ストリート側からみた西側の入口
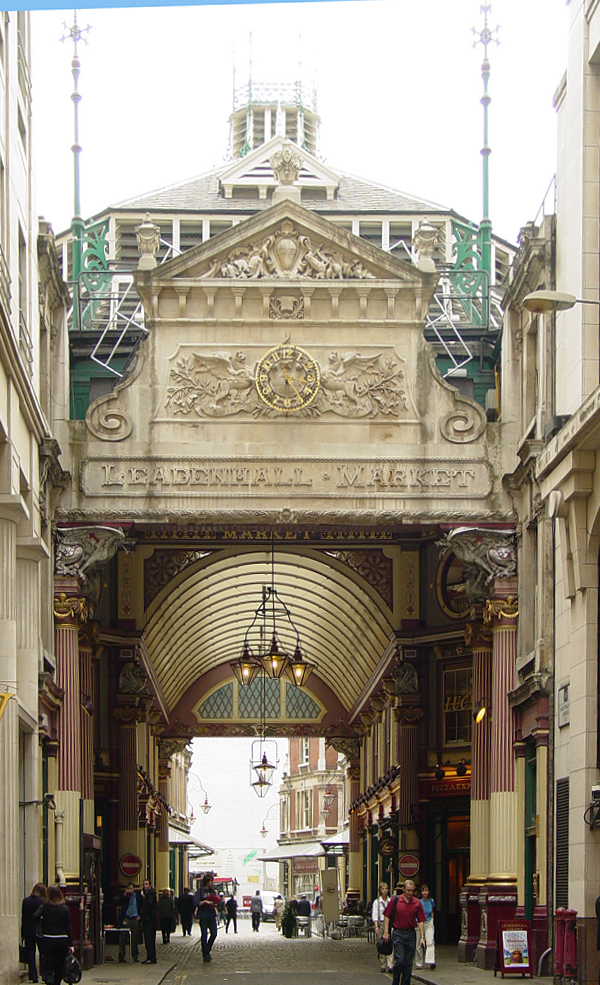
リーデンホール・ストリートに近いウィッティントン・アヴェニュー側からみた北側の入口
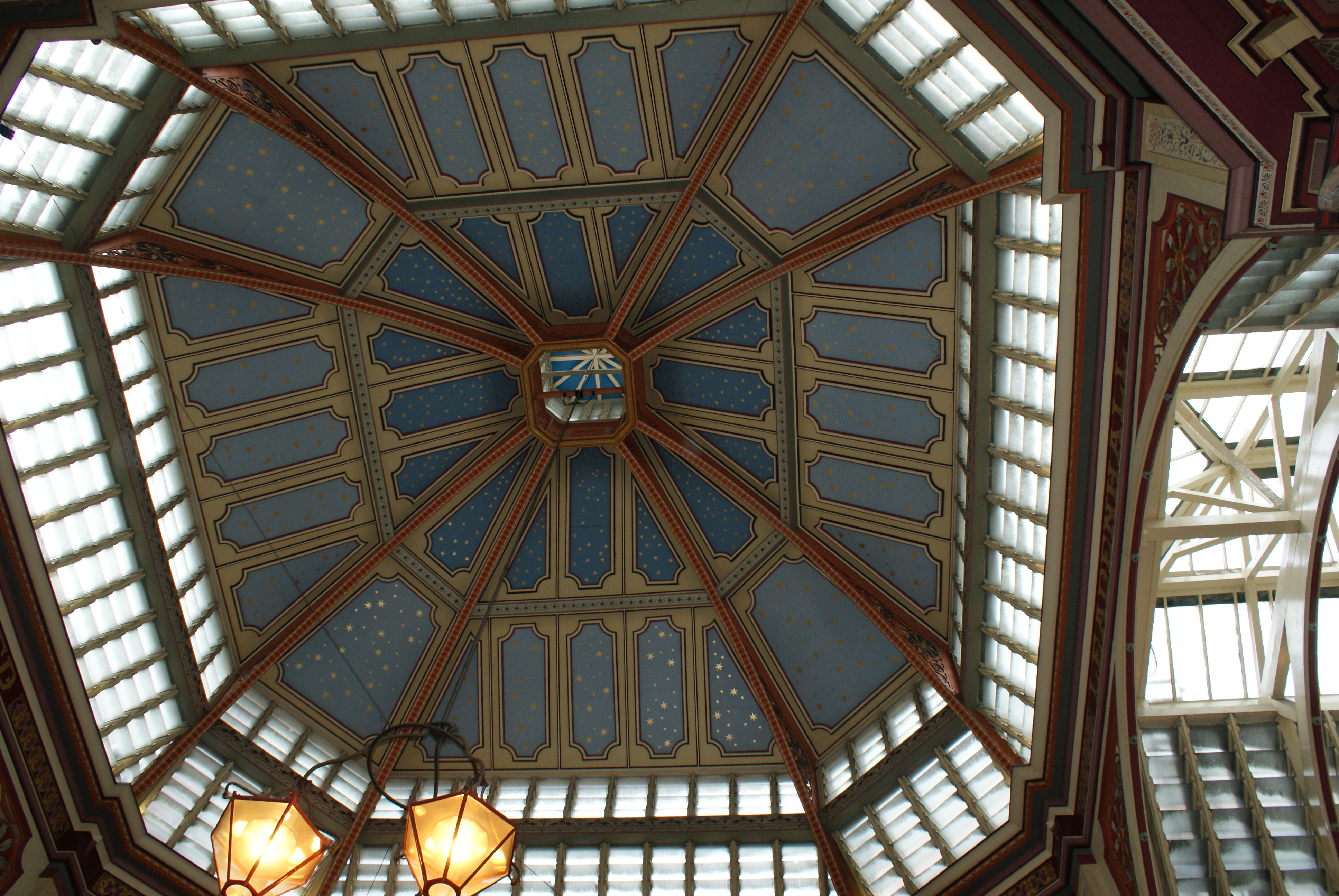
市場の天井、2010年撮影